# Néopaganisme arménien

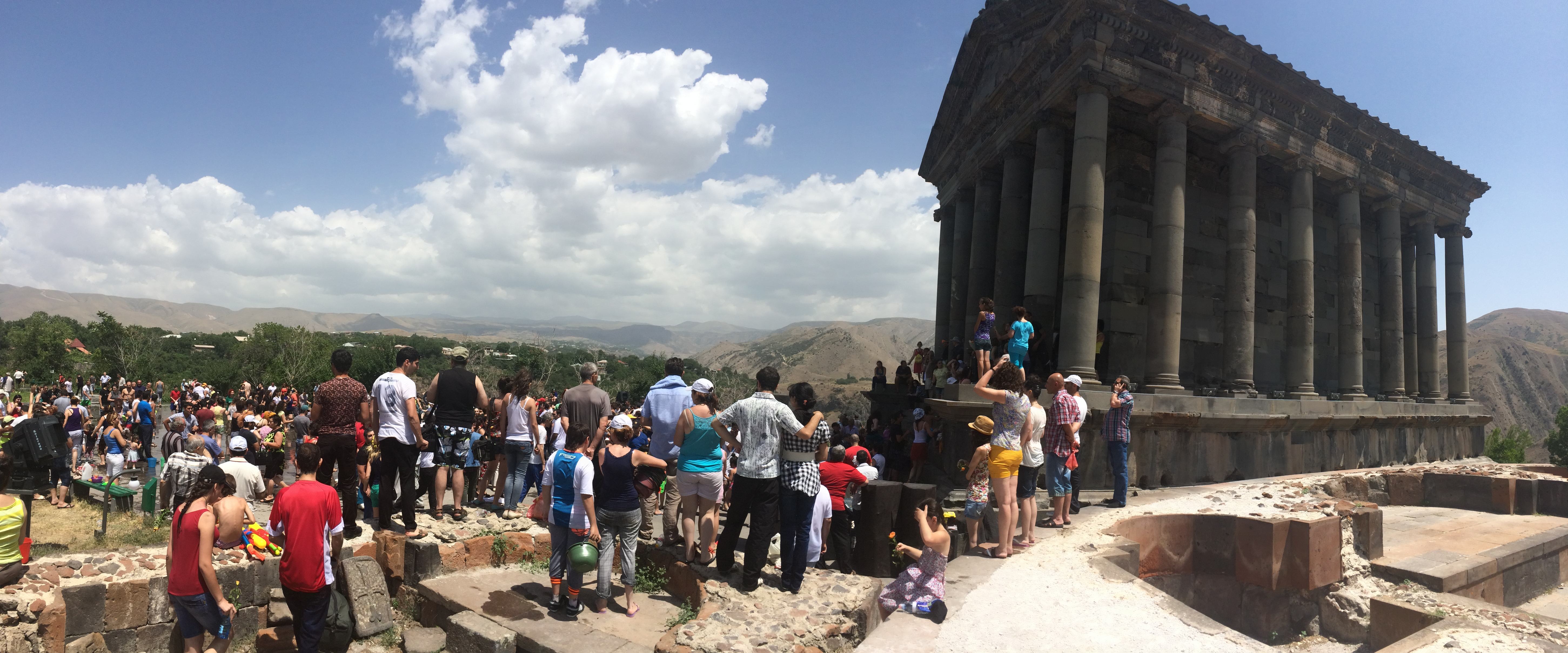
Pèlerinage au temple de Garni.

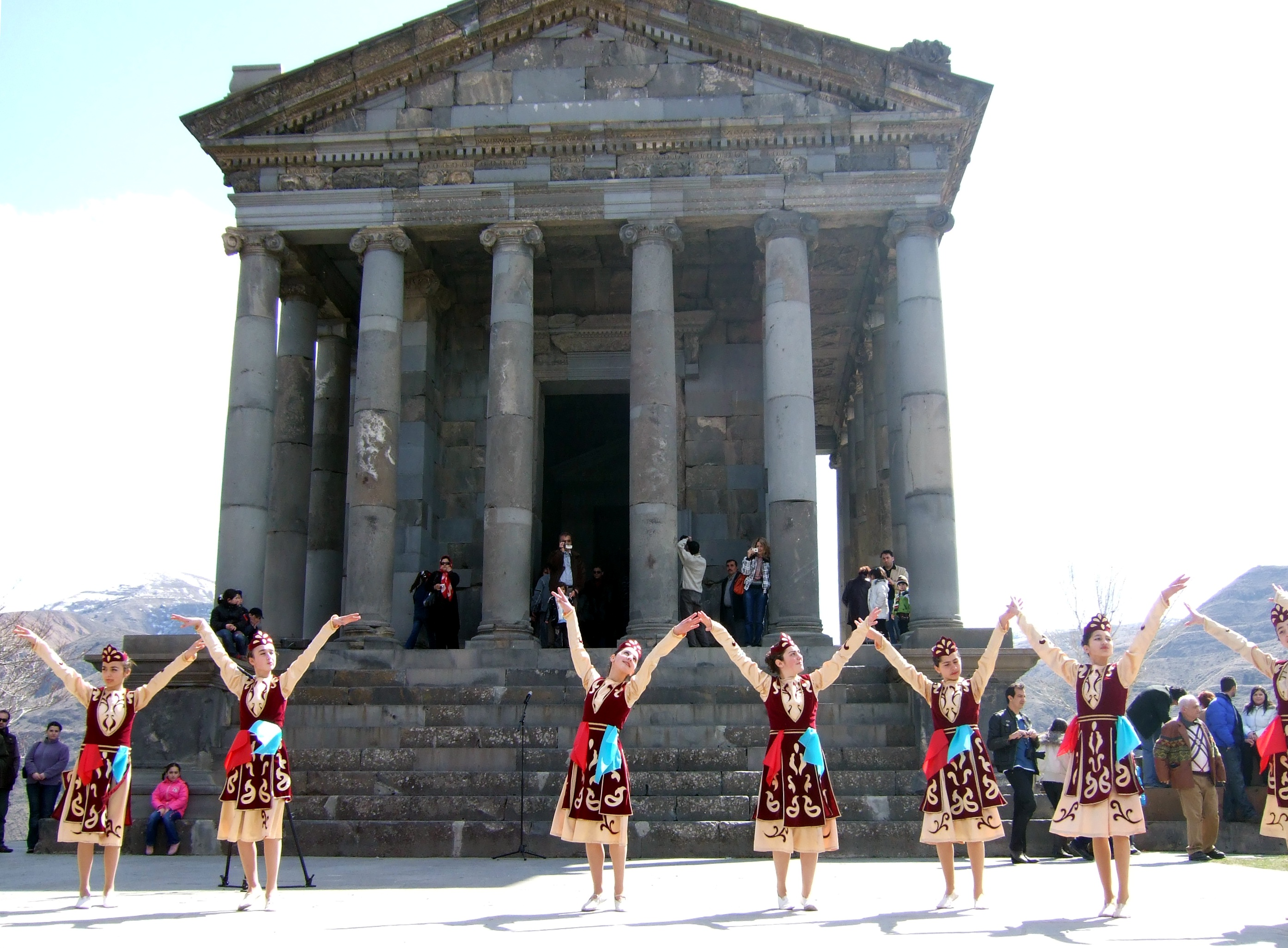
Danse néopaïenne devant le temple de Garni.

Larevakhach est un symbole du négopaganisme arménien.

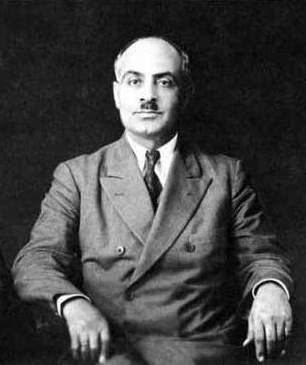
Garegin Nđeh, idéologue de la religion nationale arménienne.

Le néopaganisme arménien, ou hétanisme (en arménien : Hetanosutjun ; apparenté à « païen »), est un nouveau mouvement religieux païen moderne qui revient aux systèmes de croyances historiques préchrétiens et à la religion ethnique des anciens Arméniens. Les adeptes du mouvement s'appellent eux-mêmes « Hétanes » (arménien : Hetanos, c'est-à-dire « païens »).
Le mouvement païen arménien a des précédents au début du XXe siècle, avec la doctrine du cekhakron (Φεᘧακρօօ, littéralement « religion nationale ») du philosophe et théoricien politique nationaliste Garegin Nđeh. Elle a pris une forme institutionnelle en 1991, au lendemain de l'effondrement de l'Union soviétique, dans un climat de réveil national, lorsque l'arménologue Slak Kakosjan a fondé « l'Ordre des enfants d'Ari » (Arordineri Ukht).
Les pratiques, rituels et représentations des croyances indigènes arméniennes dépendent pour la plupart des instructions données par l'Ukhtagirk (Livre du pèlerinage). Par exemple, les prêtres font généralement un pèlerinage au mont Khustup, où, selon le livre, Garegin Nđeh a perçu la présence du dieu Vahagn. Les prêtres cherchent à ressentir une expérience similaire. La vénération de Nđeh et le pèlerinage auprès de son tombeau, situé sur les pentes de Khustup, se développent également lentement au sein de la communauté plus large des païens. En général, les montagnes sont respectées comme sacrées, de sorte qu'en plus de Khustup, d'autres montagnes, dont les monts Ararat et Aragats, sont également des lieux de pèlerinage.
La mémoire de Slak Kakosjan fait également partie des cultes tenus par les prêtres. Les festivités en l'honneur de Vahagn au temple de Garni commencent généralement au monument commémoratif de Kakosjan, érigé après sa mort à l'endroit où ses cendres ont été dispersées. La figure de Kakosjan a été mythifiée dans un recueil de poèmes avec Aren Hajkjan et publié en 2007. Dans ces poèmes, il est décrit comme un homme divin. Hajkjan est également l'auteur de poèmes dédiés à Nđeh et aux dieux.

## Divinités et croyances
- Ara ou Aramazd (Dieu créateur et chef des dieux)
- Anahit (déesse de la fertilité, de la guérison et de la sagesse)
- Astghik (déesse de l'amour, de la beauté et des eaux)
- Vahagn (du tonnerre et des tempêtes, également tueur de dragons)
- Mihr (Dieu de la lumière, très proche de la divinité perse Mithra, dont il tire également son nom)
- Tir (Dieu de la connaissance et de la science)
- Nane (déesse de la guerre)

Les différentes divinités sont conçues par l'Ara suprême. Certains croyants ne les considèrent pas comme des êtres distincts, mais comme des « incarnations de différents aspects d'Ara ». Elles sont organisées en une dualité cosmique, représentant le « côté lumineux » et le « côté obscur » du pouvoir universel, ce dernier étant dirigé par Vishap, le grand serpent, qui est identifié comme étant équivalent à Yahvé. L'histoire de l'humanité elle-même est considérée comme une lutte constante entre ces deux forces : l'une représentée par les Ari (Aryens), les hommes droits du côté de la lumière créatrice ; l'autre représentée par les Chari, créatures destructrices du côté de l'obscurité créées à partir du sol par Vishap. Cependant, au stade le plus sombre de l'histoire, qui, selon les croyants, correspond à l'époque actuelle, Vahagn se manifeste à nouveau et ramène les forces Ari à la vie.
Les hétanistes ont une vision cyclique de la réalité et croient en la réincarnation des âmes individuelles à travers la lignée génétique. En d'autres termes, les hommes reviennent à la vie dans les générations suivantes de leurs propres descendants, dans la parenté qu'ils ont engendrée de leur vivant. Selon les doctrines hétaniste, le monde entier passe par des cycles similaires, des plus petits représentés par les jours et les années, aux plus grands représentés par des ères de dix mille ans.

## Rituels

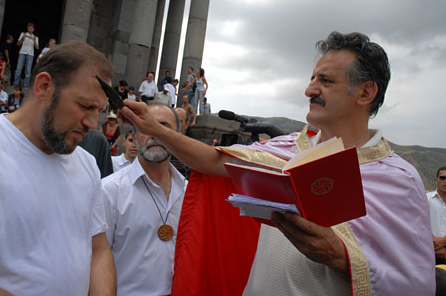
Rituel du knunk.

Les rituels du néopaganisme arménien comprennent les cérémonies annuelles organisées à l'occasion des fêtes traditionnelles arméniennes, ainsi que trois rites de passage : le knunk, un rituel complexe d'initiation ; le psak, c'est-à-dire le mariage ; et les rituels de mort. Les rituels de mort nécessitent la crémation du corps et son retour aux quatre éléments. Le feu est symbolisé par la crémation elle-même, puis les cendres sont divisées en trois parties, dont l'une est enterrée dans la terre, l'autre dispersée dans l'air de la gorge de Garni, et la troisième versée dans l'eau de la rivière Garni. Ensuite, le défunt est commémoré par l'allumage collectif d'une torche.
Le terme arménien knunk peut être traduit par « conversion » ou « retour » (au mode de vie traditionnel). Yulia Antonyan a observé qu'environ dix à vingt personnes participent à chaque rituel knunk, qui a lieu à l'occasion des cérémonies publiques au temple de Garni. Cependant, de nombreux hétanistes estiment que pour vénérer les dieux indigènes de l'Arménie, il n'est pas nécessaire de se convertir officiellement.